# Nowosiołowka (rejon sudżański)
Nowosiołowka (ros. Новосёловка) – chutor w zachodniej Rosji, w sielsowiecie pogriebskim rejonu sudżańskiego w obwodzie kurskim.

## Geografia
Miejscowość położona jest nad rzeką Małaja Łoknia, 22 km od granicy z Ukrainą, 4 km od centrum administracyjnego sielsowietu pogriebskiego (Pogriebki), 24,5 km od centrum administracyjnego rejonu (Sudża), 75 km od Kurska.

## Demografia
W 2010 r. miejscowość zamieszkiwało 6 osób.